# 강감찬 충현사
강감찬 충현사는 충청북도 청주시 흥덕구에 있다. 2015년 4월 17일 청주시의 향토유적 제104호로 지정되었다.

## 개요
고려시대 요나라의 침입을 물리친 강감찬 장군의 사당이다.
1946년 3월 인조 재위 시기에 소현세자의 비가 되는 민회빈 강씨가 세자를 죽였다고 무고를 당하여 왕명으로 사사되며 옥사(강빈옥사)가 일어나서 강감찬의 후손들은 멸문의 화를 모면하기 위하여 변성명(變姓名)을 하였다. 그 후 300여년 가까이 금천 강씨 문중에서는 묘를 제대로 돌보지 못했다.

## 같이 보기
- 강감찬
- 낙성대
- 민회빈 강씨